# Kirchberg im Wald
Kirchberg im Wald (nome ufficiale: Kirchberg i.Wald) è un comune tedesco di 4 285 abitanti, situato nel land della Baviera.